# Перша і остання любов
 Перша і остання любов  — другий альбом Олександра Пономарьова, який був виданий у 1997 році компанією «Nova Records». 
У 2006 році альбом був перевиданий лейблом «Artur-Music».

## Трек-лист
1. Серденько
  - Музика —  О.Роніс
  - Слова — О.Пономарьов
  - Аранжування — О.Роніс
2. Перша і остання любов
  - Музика — О.Пономарьов
  - Слова — О.Пономарьов
  - Аранжування — О.Пономарьов
3. А я піду...
  - Музика —  О.Пономарьов
  - Слова — О.Пономарьов
  - Аранжування — О.Пономарьов
4. Белый кадиллак
  - Музика —  Є.Ступка
  - Слова — О.Пономарьов
  - Аранжування — О.Пономарьов
5. Знову і знову
  - Музика — О.Пономарьов
  - Слова — О.Пономарьов
  - Аранжування — О.Пономарьов
6. Для неї...
  - Музика —  М.Бурмака
  - Слова — М.Бурмака
  - Аранжування — О.Пономарьов
7. Молитва
  - Музика —  Ю.Шешнев
  - Слова — О.Кулик
  - Аранжування — І.Шевчук
8. На схід
  - Музика —  О.Пономарьов
  - Слова — О.Пономарьов
  - Аранжування — О.Пономарьов
9. Зіронька (remix)
  - Музика —  О.Пономарьов
  - Слова — О.Пономарьов
  - Аранжування — брати Железняки
10. Голоси
  - Музика — А.Вінцерський і О.Пономарьов
  - Слова — В.Цибулько
  - Аранжування — брати Железняки

## Технічна інформація
- Звукорежисери: О.Пономарьов, І.Шевчук, А.Слабошпицький, А.Віхарев
- Записи зроблені на студіях: Державного театру пісні (1,6), БЗЗ (3), студії О.Пономарьова (1,2,4,5,6,7,8,9,10)